# Mönekind
Mönekind ist ein Ortsteil der Stadt Schmallenberg in Nordrhein-Westfalen.

## Geografie

### Lage
Das Dorf liegt rund 13 km nördlich von Schmallenberg an der Grenze zur Stadt Meschede in einer Höhe von 515 m über NN. Um den Ort liegt das Landschaftsschutzgebiet Ortsrandlage Mönekind.

### Nachbarorte
Angrenzende Orte sind Einhaus und Sögtrop.

## Geschichte
Urkundlich erwähnt wurde „Monekehagen“ erstmals im Jahre 1255. Frühe Anhaltspunkte über die Größe des Ortes ergeben sich aus einem Schatzungsregister für das Jahr 1543. Demnach gab es in „Moenkinck“ vier Schatzungspflichtige; die Zahl dürfte mit den damals vorhandenen Höfen bzw. Häusern übereingestimmt haben. Im Jahr 1817 lebten in dem Ort 41 Einwohner.
Bis zu kommunalen Neugliederung in Nordrhein-Westfalen gehörte Mönekind zur Gemeinde Rarbach. Seit dem 1. Januar 1975 ist Mönekind ein Ortsteil der Stadt Schmallenberg.

## Religion

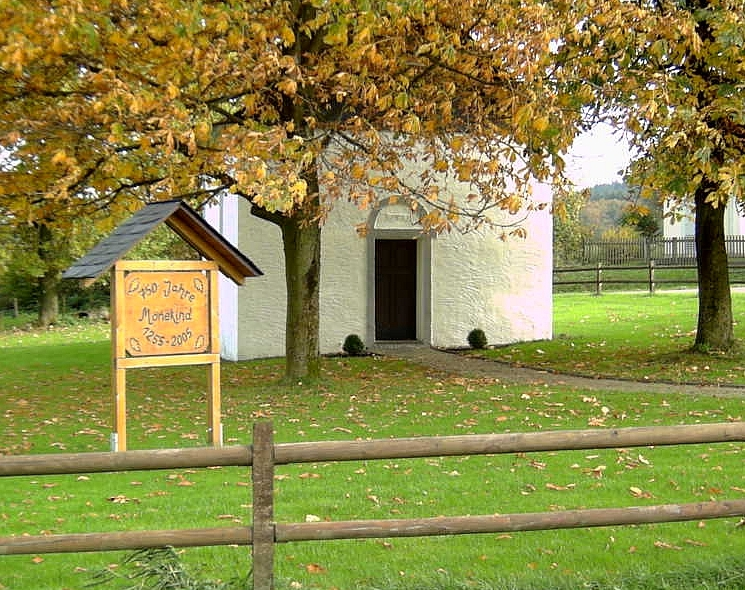
Hinweistafel (750 Jahre Mönekind) vor Kapelle

Die Kapelle im Ortszentrum wurde im Jahre 1673 im Renaissance-Stil erbaut. Schutzpatronin ist die hl. Margaretha.